# Procontarinia mangiferae
Procontarinia mangiferae är en tvåvingeart som först beskrevs av Ephraim Porter Felt 1911.  Procontarinia mangiferae ingår i släktet Procontarinia och familjen gallmyggor. Inga underarter finns listade i Catalogue of Life.